# Las Palmas (A-52)
Pour les articles homonymes, voir Las Palmas (homonymie).

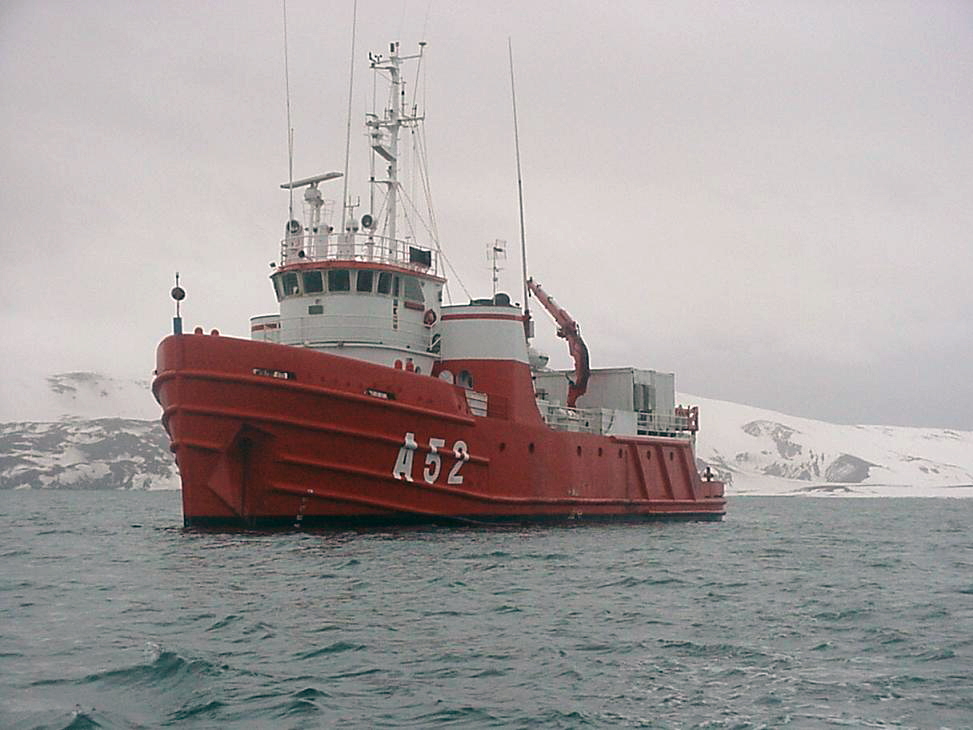
Le A-52 Las Palmas en Antarctique.

Le Las Palmas (A-52) est un navire océanographique armé par la Marine espagnole.

## Description
Le Las Palmas Il s'agit d'un navire de recherche océanique, avec capacité polaire. Est un remorqueur hauturier modifié et renforcé pour appuyer la base antarctique Juan Carlos Ier ainsi que la base antarctique Gabriel de Castilla, en plus de sa mission océanographique de base. Le bateau avait une coque renforcée avec de l'acier à haute résistance; capable de naviguer dans les zones polaires.
Le navire océanographique et brise-glace Hespérides (A-33) fut construit pour pallier les déficiences du Las Palmas.
À terme, il sera remplacé par un navire de la Classe Meteoro.

## Traits
Le navire Las Palmas est un navire prêt à transporter des missions, de la recherche et de soutien logistique dans les eaux antarctiques, le navire est conçu pour répondre aux normes les plus rigoureuses requises pour la navigation en Antarctique. Par exemple, dans le respect des dispositions du Traité sur l'Antarctique sur la prévention de la pollution marine, le navire a une boues de fosses double et huile de décantation, de l'équipement pour le traitement de l'eau huileuse et le traitement des ordures.